# Roberto Carlos (álbum de 1963)
Roberto Carlos é o segundo álbum de estúdio do cantor e compositor brasileiro Roberto Carlos, lançado em novembro de 1963.

## História
Roberto Carlos (1963) fixa definitivamente o cantor capixaba no ainda incipiente movimento da música jovem no Brasil. Tendo fracassado como intérprete de bossa nova no confuso Louco Por Você, de 1961, Roberto Carlos foi aconselhado pelo novo diretor artístico da então CBS, Evandro Ribeiro, a investir na tal música jovem. Já no ano anterior, ele lançara em abril outro compacto 78 rpm, cujo destaque foi o rock-balada "Malena", que começou a chamar alguma atenção da juventude, até porque a introdução citava brevemente "Diana", de Paul Anka, gravada com letra em português por Carlos Gonzaga. Em outubro, ele lançara outro 78 rpm no qual continha "Susie", a sua primeira composição (mas ainda sem Erasmo Carlos). Foi este que ao ouvir a versão original em inglês de "Splish Splash", começou a esboçar uma letra em português para ela a partir do que imaginou significar aquela onomatopeia, já que não sabia o idioma. Ao mostrá-la para Roberto, o amigo logo se interessou e assegurou que gravaria-a em seu segundo LP. A onomatopeia que intitula a música e o estilo rockabilly e doo-wop logo chamaram a atenção da juventude carioca colegial suburbana, já que a original com Bobby Darin, não fizera muito sucesso no Brasil. Desta feita, "Splish Splash" foi o primeiro sucesso de Roberto Carlos, gravada e lançada em março de 1963, mas ainda restrito ao Rio de Janeiro que repercutia o artista para o Norte e Nordeste do país. Faltava São Paulo e o Sul do Brasil, já que naquela época, Rio e São Paulo não estavam interligados como hoje. Esta lacuna foi preenchida em novembro com "Parei na Contramão", a primeira composição da dupla Roberto e Erasmo. O restante do disco se compõe de twist, calipso, rock balada, valsa e até a última aparição de bossa nova num disco de carreira do cantor, neste caso "É Preciso Ser Assim". Por conta de seus dois sucessos, o segundo LP de Roberto Carlos alcançou a vendagem de 9.555 cópias, que se não o pôs no topo ainda, tirou-lhe do incômodo anonimato após 4 compactos e um LP lançado sem sucesso.

## Faixas
1. "Parei na Contramão"  (Roberto Carlos - Erasmo Carlos)
2. "Quero Me Casar Contigo"  (Carlos Alberto - Adilson Silva - Claudio Moreno)
3. "Splish Splash"  (Bobby Darin - Murray Kaufman - versão: Erasmo Carlos)
4. "Só Por Amor"  (Luiz Ayrão)
5. "Na Lua Não Há"   (Helena dos Santos)
6. "É Preciso Ser Assim"   (Roberto Carlos - Erasmo Carlos)
7. "Onde Anda O Meu Amor" (Hélio Justo - Erly Muniz)
8. "Nunca Mais Te Deixarei"   (Paulo Roberto - Jovenil Santos)
9. "Professor De Amor" (I Gotta Know)  (Matt Williams - Paul Evans - versão: Marcos Moran)
10. "Baby, Meu Bem"   (Hélio Justo - Titto Santos)
11. "Oração De Um Triste"   (José Messias)
12. "Relembrando Malena"  (Rossini Pinto)

### Créditos
- The Angels (The Youngsters) nas faixas 1, 5, 8 e 9
- Renato e Seus Blue Caps na faixa 3 (Splish Splash) (single acrescentado)
- Orquestra e Coro sob a direção de Astor em diversas faixas
- Astor L.: produtor
- Reynaldo Barriga: técnico de gravação
- Gravado em setembro de 1963, exceto 3 e 10, de um compacto simples de março do mesmo ano

## Certificações e vendas
| Região                                                       | Certificação | Unidades/vendas |
| ------------------------------------------------------------ | ------------ | --------------- |
| Brasil (PMB)                                                 | Ouro         | 100,000‡        |
| ‡vendas+valores de streaming baseados apenas na certificação |              |                 |